# (10718) Samusʹ
(10718) Samusʹ (1985 QM5) – planetoida z pasa głównego asteroid okrążająca Słońce w ciągu 5,04 lat w średniej odległości 2,94 j.a. Odkryta 23 sierpnia 1985 roku.